# Vihiga United FC
Der Vihiga United Football Club ist ein kenianischer Fußballverein mit Sitz in Kakamega, Kakamega County. Der Verein spielt aktuell in der zweiten Liga des Landes, der Kenyan National Super League.

## Stadion
Der Verein trägt seine Heimspiele im Mumias Sports Complex in Mumias aus. Das Stadion hat ein Fassungsvermögen von 5000 Personen.

## Saisonplatzierung
| Saison  | Liga                         | Level | Platz |
| ------- | ---------------------------- | ----- | ----- |
| 2018    | Kenyan Premier League        | 1     | 12.   |
| 2018/19 | Kenyan Premier League        | 1     | 17. ▼ |
| 2019/20 | Kenyan National Super League | 2     | N.N.  |
| 2020/21 | Kenyan Premier League        | 1     | 16.   |
| 2021/22 | Kenyan Premier League        | 1     | 17.   |
| 2022/23 | Kenyan Premier League        | 1     | 18 ▼  |